# بيرتراند راسل
برتراند أرثر ويليام راسل (بالإنجليزية: Bertrand Russell)‏ (18 مايو 1872 - 2 فبراير 1970) إيرل راسل الثالث، فيلسوف وعالم منطق ورياضي ومؤرخ وناقد اجتماعي بريطاني. في مراحل مختلفة من حياته، كان راسل ليبرالياً واشتراكياً وداعية سلام، إلا أنه أقر أنه لم يكن أياً من هؤلاء بالمعنى العميق. وعلى الرغم من قضائه معظم حياته في إنجلترا، وُلد راسل في ويلز وتوفي عن عمر ناهز ال 98 عاما.
قاد راسل الثورة البريطانية «ضد المثالية» في أوائل القرن العشرين. يعد أحد مؤسسي الفلسفة التحليلية إلى جانب سلفه كوتلب فريج وتلميذه لودفيش فيتغنشتاين كما يعتبر من أهم علماء المنطق في القرن العشرين. ألف بالشراكة مع أي. إن. وايتهيد مبادئ الرياضيات (بالإنجليزية: Principia Mathematica) في محاولة لشرح الرياضيات بالمنطق. وتعد مقالته الفلسفية عن التدليل (بالإنجليزية: On Denoting) نموذجا فكرياً في الفلسفة. ولا زال لعمله أثراً ظاهراً على المنطق والرياضيات ونظرية المجموعات واللغويات والفلسفة وتحديدًا فلسفة اللغة ونظرية المعرفة والميتافيزيقيا.
كان راسل ناشطاً بارزاً في مناهضة الحرب وأحد أنصار التجارة الحرة ومناهضة الإمبريالية. سجن بسبب نشاطه الداعي للسلام خلال الحرب العالمية الأولى، وخسر جراء ذلك منصبه كأستاذ في جامعة كامبردج. قام بحملات ضد أدولف هتلر وانتقد الشمولية الستالينية وهاجم تورط الولايات المتحدة في حرب فيتنام، حيث عمل على تشكيل المحكمة دولية (رسل-سارتر) مع الفيلسوف الفرنسي جان بول سارتر، لمحاكمة الولايات المتحدة على جرائمها في فيتنام، كما كان من أنصار نزع الأسلحة النووية، فوقع مع ألبرت أينشتاين بيانًا ضدها عرضه للسجن في عام 1961.

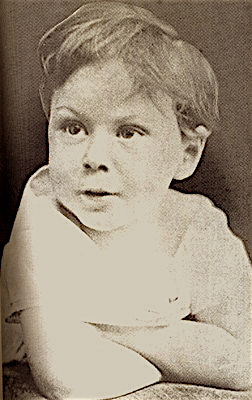
راسل عندما كان يبلغ من العمر 4 سنوات

حاز عام 1950على جائزة نوبل للأدب «تقديراً لكتاباته المتنوعة والمهمة والتي يدافع فيها عن المثل الإنسانية وحرية الفكر».

## حياته

### نسبه
ولد برتراند راسل في 18 مايو 1872 في رايفنسكروفت، تريليش، مونماوثشاير في ويلز لأسرة ليبرالية من أرستقراطية بريطانيا. كان جده لأبيه، جون راسل وإيرل راسل الأول، الابن الثالث لجون راسل، دوق بيدفورد السادس، والذي شكل الحكومة مرتين بطلب من الملكة فيكتوريا، حيث شغل منصب رئيس الوزراء في أربعينيات وستينيات القرن التاسع عشر.
وسبق بروز آل راسل في إنجلترا هذا بقرون حيث وصلوا إلى السلطة مع صعود سلالة التيودور. أسسوا اسمهم كإحدى أهم الأسر الليبرالية، وشاركوا في كل الأحداث السياسية العظيمة من حل الأديرة (1536-40) مروراً بالثورة المجيدة (1688-89)، إلى قانون الإصلاح العظيم عام 1832.
كانت أم راسل هي كاثرين لويزا (1844-1874) ابنة إدوارد ستانلي، بارون ألدرلي ستانلي الثاني، وأخت روزلند هاورد كونتسية كارلايل.
كان والدا راسل راديكاليين بالنسبة إلى عصرهم. كان والد راسل، الفيسكونت أمبرلي، كما وافق على علاقة زوجته مع مدرس أولادهم، عالم الأحياء دوغلاس سبلدنغ. وكان والدا راسل من أوائل المنادين بتحديد النسل في وقت كان يعتبر الأمر فاضحاً. واتضح إلحاد الوالد جون راسل عندما طلب من الفيلسوف جون ستيوارت ميل أن يكون الأب الروحي لراسل. توفي ميل بعد سنة من ولادة راسل، إلا أن لكتاباته أثراً كبيراً على حياة الأخير.

### طفولته ومراهقته
كان لراسل أخ وأخت، فرانك الذي كبر برتراند بسبع سنوات وراشيل التي كبرته بأربع. توفيت والدته يونيو 1874 من الخناق ولحقتها راشيل بفترة وجيزة. توفي والده في يناير 1876 من التهاب القصبات الحاد بعد معاناة طويلة مع الاكتئاب. وُضع فرانك وبرتراند في رعاية جديهما الفكتوريين، الذين سكنا في بيمبروك لودج في ريتشموند بارك. توفي جون راسل، إيرل راسل الأول، وجد برتراند الذي شغل منصب رئيس الوزراء عام 1878 ويتذكره برتراند عجوزاً طيباً مقعداً. ومن هنا، كانت أرملته، الكونتيسة راسل (الليدي فرانسس إليوت) الشخصية الأسرية المهيمنة طوال طفولة راسل وشبابه. ولدت الكونتيسة لأسرة اسكتلندية مشيخية، ونجحت في نقض وصية أمبرلي في تنشئة الأطفال لا أدريين. وعلى الرغم من تحفظها الديني، كان للكونتسية أراء تقدمية في مجالات أخرى (قبول الداروينية ومساندة حكم البيت الإيرلندي)، ولازم أثرها برتراند راسل في نظرته إلى العدالة الاجتماعية والوقوف من أجل المبادئ، وأصبحت آيتها المفضلة من الإنجيل شعاره «لا تتبع الجموع إلى الشر» (سفر الخروج 23:2). كان الجو السائد في لودج بيمبروك هو الصلاة المتكررة والكبت العاطفي والرسمية، وكانت ردة فعل فرانك تمرداً واضحاً بينما تعلم برتراند إخفاء مشاعره.
خيمت الوحدة على مراهقة برتراند الذي كثيراً ما فكر بالانتحار. وذكر في سيرته الذاتية أن أكبر اهتماماته كانت الدين والرياضيات، وأن رغبته في تعلم المزيد من الرياضيات ردعته عن الانتحار. تلقى تعليمه في المنزل على يد عدد من المدرسين الخصوصين. عرَفه شقيقه فرانك بأعمال أقليدس والتي حولت حياة راسل.
وخلال هذه السنين اكتشف راسل أعمال بيرسي بيش شيلي. وفي سيرته الذاتية يقول راسل «أمضيت كل أوقات فراغي أقرأ أعماله وأحفظها عن ظهر قلب، وفي حين لم أعرف أحد أستطيع الحديث معه عما فكرت أوشعرت به، كنت أتصور كم من الجميل أن أعرف شيلي وأتسائل إن كنت سألتقي أحداً من الأحياء يثير تعاطفي.» ادعى راسل أنه ومنذ عمر الخامسة عشر أمضى وقتاً طويلاً في دراسة صحة العقيدة المسيحية، وقرر في الثامنة عشر التخلي عنها تماماً.

### دراسته الجامعية وزواجه الأول
حاز راسل على منحة دراسية إلى كلية ترينتي في كامبريدج حيث باشر دراسته هناك عام 1890. تعرف في كامبريدج على جي.إي. مور وتأثر بألفريد نورث وايتهيد الذي أوصى به إلى حواريِ كامبريدج. برز بسرعة في الرياضيات والفلسفة وتخرج عام 1893 وحاز الزمالة عام 1895.
التقى بالكويكر الأمريكي بيرسال سميث لأولى مرة في عمر السابعة عشر وأصبح صديقاً لأسرة سميث الذين عرفوه بصفته حفيد اللورد جون واستمتعوا بصحبته وسافروا معه إلى أوروبا حين زار راسل معرض باريس عام 1889 وصعد برج إيفل بعد تدشينه بفترة قصيرة.
سرعان ما وقع في حب الطهورة أليس خريجة كلية براين مور بالقرب من فيلادلفيا وخلافاً لرغبة جدته تزوج راسل أليس في 13 ديسمبر 1894. بدأ زواجهما بالانهيار عام 1901 عندما خطر لراسل أثناء ركوبه الدراجة أنه لم يعد يحب زوجته. وسألته إن كان يحبها وأجابها بالنفي. ولم يعجب راسل بوالدة أليس واجداً إياها مهووسة بالسيطرة وقاسية. كان زواجهما صدفة مفرغة وتطلقا أخيراً عام 1921 بعد فترة طويلة من الانفصال.
وخلال هذا الفترة خاض راسل علاقات عاطفية عدة (وأحياناً في نفس الوقت) مع عدد من النساء منهن الليدي أوتلين موريل والممثلة الليدي كونستنس ماليسون.

### بدايات حياته المهنية
كان أول ما نشر من أعمال برتراند راسل كتاب الديمقراطية الاجتماعية الألمانية (بالإنجليزية: German Social Democracy) وهو دراسة سياسية ومؤشر مبكر لاهتمام لازمه مدى الحياة في النظرية السياسية والاجتماعية. في عام 1886، درس كتاب الديمقراطية الاجتماعية الألمانية في كلية لندن للاقتصاد حيث حاضر أيضاً عن علم السلطة في خريف 1937. كما كان أحد أعضاء كذا من المصلحين الاجتماعيين والذي أسسه عام 1902 على يد سيدني وبياترس ويب.
بدأ راسل آنذاك في دراسة مكثفة عن أسس الرياضيات في كلية ترنتي حيث اكتشف مفارقة راسل، والتي تحدت أسس نظرية المجموعات. نشر عام 1903 أولى كتبه المهمة عن المنطق الرياضي مبادئ الرياضيات مبيناً فيه كيفية استنباط الرياضيات من مجموعة صغيرة من المبادئ ومسهماً في قضية الفكر المنطقي.
في عام 1905 كتب مقالته عن التدليل (بالإنجليزية: On Denoting) والتي نشرت في الدورية الفلسفية العقل (بالإنجليزية: Mind). أصبح عام 1908 زميلاً في المجتمع الملكي. نشرت أولى مجلدات مبادئ الفلسفة والتي كتبت بالشراكة مع وايتهيد عام 1910 إلى جانب مبادئ الرياضيات التي سرعان ما أكسبت راسل شهرة عالمية في مجاله.
أصبح عام 1910 محاضراً في جامعة كامبردج حيث قابل طالب الهندسة النمسوي لودفيش فيتغنشتاين والذي أصبح أحد طلبة الدكتوراه والذي اعتبره عبقرياً وخليفاً يستطيع استكمال عمله حول المنطق. أمضى راسل ساعات في معالجة رهاب فيتغنشتاين ونوبات اكتئابه المتكررة. كثير ما استنزف ذلك طاقة راسل إلا أن إعجابه بفيتغنشتاين استمر وحثه على التطوير الأكاديمي بما في ذلك نشر كذا عام 1922. أعطى راسل محاضراته عن الذرية المنطقية ونسخته عن هذه الأفكار عام 1918 قبل نهاية الحرب العالمية الأولى وفي حين كان ما زال فيتغنشتاين أسير حرب.

### الحرب العالمية الأولى
خلال الحرب العالمية الأولى، كان راسل بين قلة من المفكرين الذي شاركوا في نشاطات سلمية حيث صرف عام 1916 من كلية ترنيتي بعد اتهامه تحت كذا.
غُرم بمبلغ 100 باوند استرليني رفض دفعه على أمل أن يسجن إلا أنهم باعوا كتبه في مزاد لجمع الغرامة. اشترى أصدقاؤه الكتب وثمن فيما بعد نسخته من إنجيل الملك جايمس المختومة بـ«مصادرة من قبل شرطة كامبردج.»
استرد وظيفته عام 1919 واستقال عام 1920 وكان محاضر كذا عام 1926 وأصبح زميلاً عام 1944-1949.
اتهم لاحقاً بالقاء محاضرة علنية ضد دعوة الولايات المتحدة دخول الحرب إلى جانب بريطانيا مما أدى إلى سجن راسل ستة أشهر حيث أطلق سراحه في سبتمبر 1918.

### فترة ما بين الحربين وزواجه الثاني
في أغسطس 1920، سافر راسل إلى روسيا ضمن وفد رسمي بريطاني لبحث آثار الثورة الروسية. والتقى فلاديمير لينين وكان له معه حديث ساعة. وفي سيرته الذاتية، يذكر راسل أنه وجد لينن مخيباً للآمال ملتمساً فيه «قسوة شقية» ومقارناً أياه بـ«بروفسور متشبث بآراءه.» وأبحر في نهر الفولجا على ظهر باخرة. زارت عشيقة راسل دورا بلاك روسيا في نفس الوقت وكانت متحمسة للثورة في حين سحب راسل دعمه لها بسبب ما خبره هناك. كتب راسل ممارسة ونظرية البلشفية (بالإنجليزية: The Practice and Theory of Bolshevism) عن تجاربه في هذه الرحلة التي ضمت 24 أخرين عادوا إلى بريطانيا برأي حسن عن الحكومة رغم جهود راسل تغيير ذلك. على سبيل المثال، أخبرهم راسل أنه سمع طلقات عيار نارية منتصف الليل وكان على ثقة أنها إعدامات سرية إلا أن الأخرين أصروا أنها ضوضى عوادم السيارات.
عمل محاضراً في الفلسفة في بكين لعام واحد حيث رافقته دورا. ذهب راسل إلى الصين ملؤه التفاؤل والأمل حيث كانت البلاد مقبلة على درب جديد. وفي الصين، مرض راسل بـذات الرئة ونشرت الصحف اليابانية أخبار كاذبة حول وفاته. ولدى زيارة الزوج اليابان على طريق رحلة العودة، أخبرت دورا العالم أن «السيد برتراند راسل، والذي توفي وفق الصحافة اليابانية، لا يستطيع منح الصحافيين اليابانيين لقاءً». ولم تجد الصحافة في الإعلان ظرافة ولم تستغ السخرية المقصودة.
وعند عودتهما إلى إنجلترا في 26 أغسطس 1921، كانت دورا حاملاً في الشهر السادس ورتب راسل طلاقاً سريعاً من أليس وتزوج دورا بعد ستة أيام من نهاية معاملات الطلاق بتاريخ 27 سبتمبر 1921. ولد لهما جون كونراد راسل بتاريخ 16 نوفمبر 1921 وكاثرين جاين راسل (الليدي كاثرين تايت) بتاريخ 29 ديسمبر 1923. واعتاش راسل خلال هذه الفترة على كتبه الشعبية عن الفيزياء والقيم والتعليم. ورجح البعض تورط راسل بعلاقة عاطفية خلال هذه الفترة مع فيفيان هاي-وود أولى زوجات تي.إس. إيليوت.
ومع دورا، أسس راسل مدرسة بيكون هيل التجريبية (بالإنجليزية: Beacon Hill School) عام 1927. وأديرت المدرسة من مواقع مختلفة ومنها موقعها الأصلي في منزل آل راسل وتيليغراف هاوس قرب هارتنغ غرب سسكس. ولد لهم طفل ثالث الابنة هارييت روث بتاريخ 8 يوليو 1930. وبعد أن ترك راسل المدرسة عام 1932 استمرت دورا فيها حتى عام 1943.
وعند وفاة أخيه الأكبر فرانك عام 1931 أصبح راسل إيرل راسل الثالث. قال ذات مرة أن لقبه فاده في حجز غرف الفنادق.
غلب التشنج على علاقة الزوجين وبلغ حده الأقصى عند إنجاب دورا طفلين من الصحفي الأمريكي غريفن باري. انفصلا عام 1932 وتطلقا في النهاية.

### الحرب العالمية الثانية
عارض راسل التسليح ضد ألمانيا النازية، إلا أن رأيه تغير عام 1940 حيث رأى أن تجنيب العالم حرب واسعة النطاق أهم من هزيمة هتلر. وخلص راسل إلى أن استيلاء أدولف هتلر على أوروبا سيشكل تهديداً دائماً للديمقراطية. وتبنى عام 1943 موقفاً تجاه الحرب الواسعة النطاق دعاه «السلمية السياسية النسبية»، كانت الحرب دائماً شراً عظيم، ولكن في بعض الحالات القصوى بشكل خاص، قد تكون الحرب أهون الشرين.

### في مرحلة ما بعد الحرب العالمية الثانية
قبل الحرب العالمية الثانية، درس راسل في جامعة شيكاغو وانتقل لاحقاً إلى لوس أنجليس ليحاضر في جامعة كاليفورنيا، لوس أنجليس. عين بروفسوراً في سيتي كولدج في نيويورك عام 1940 إلا أن التعيين ألغي بأمر محكمة بعد استهجان عام: جعلت أراؤه، وبالتحديد تلك الخاصة بالأخلاق الجنسية والمفصلة في كتابه الزواج والأخلاق (بالإنجليزية: Marriage and Morals) الصادر من 10 سنوات آنذاك، راسل «غير لائق أخلاقياً» للتدريس في الكلية. وبدأت الاحتجاج والدة طالب لم يكن مؤهلاً لأخذ مادة راسل عن المنطق الرياضي. واعترض مفكرون عدة بقيادة جون ديوي على المعاملة التي تلقاها راسل. ومن مأثور القول لألبرت أينشتاين أنه «لا طالما واجهت العقول العظيمة معارضة عنيفة من العقول المتوسطة...» وهو ما قاله أينشتاين في رسالة مفتوحة إلى راسل تؤازره. حرر ديوي وهوراس إم. كالن مجموعة مقالات حول قضية كذا جمعوها في قضية برتراند راسل(بالإنجليزية: The Bertrand Russell Case). سرعان ما انضم راسل إلى مؤسسة بارنز محاضراً لجمهور متنوع حول تاريخ الفلسفة وشكلت هذه المحاضرات أساس كتاب تاريخ الفلسفة الغربية. وسرعان ما ساءت علاقته بألبر سي. بارنز غريب الأطوار وعاد عام 1944 إلى بريطانيا لينضم مجدداً إلى كادر كلية ترنتي.

### حياته اللاحقة
خلال أربعينيات وخمسينيات القرن العشرين شارك راسل في عدد من برامج البي بي سي وبالتحديد أهل المعرفة (بالإنجليزية: The Brains Trust) والبرنامج الثالث (بالإنجليزية: Third Programme) حول مواضيع فلسفية متنوعة. وبحلول هذا الوقت أصبح لراسل شهرة عالمية تتعدى الدوائر الأكاديمية حيث كان موضوع وكاتب العديد من مقالات الصحف والمجلات كما كان رأيه مطلوباً في كثير من المواضيع والتافهة منها أيضاً. وفي طريقه إلى أحد محاضراته في ترودنهم، كان راسل أحد 24 ناج من مجموع 43 راكباً لطائرة سقطت في هوملفيك أكتوبر 1948. تصدر تاريخ الفلسفة الغربية (1945) قوائم الكتب الأكثر مبيعاً ووفر لرسل دخلاً ثابتاً لما تبقى من حياته.
وفي كلمة عام 1948، قال راسل أن في حال استمرار العدوان السوفيتي سيكون من الأسوء أخلاقياً دخول حرب مع الاتحاد السوفيتي بعد امتلاكه قنبلة نووية من قبل ذلك لأن عدم امتلاكه قنبلة سيعجل في نصر الغرب وسيحد من عدد الضحايا مقارنة بالوضع في حال امتلاك كلا الجانبين القنبلة. في ذلك الوقت، كانت الولايات المتحدة وحيدة في امتلاكها قنبلة نووية واتبع الاتحاد السوفيتي سياسة غاية العدائية نحو دول أوروبا الشرقية التي كانت يستوعبها في محور نفوذه. فسر الكثيرون كلام راسل بأنه يدعم توجيه الضربة الأولى إلى الاتحاد السوفيتي بما فيه لاوسون والذي كان حاضراً أثناء كلمة راسل. حصل أخرون، ومنهم غريفن، على نص الكلمة وقالوا أن راسل لم يكن إلا يفسر قيمة ترسانة أمريكا النووية في ردع الاتحاد السوفيتي من مواصلة هيمنته على أوروبا الشرقية.

واصل راسل الكتابة عن الفلسفة. كتب مقدمة كلمات وأشياء (بالإنجليزية: Words and Things) لإرنست غلنر الذي انتقد بشدة فكر تلميذ راسل لودفيش فيتغنشتاين وفلسفة اللغة العادية. رفض جيلبرت رايل مراجعة الكتاب للدورية الفلسفية العقل الأمر الذي دعى براسل إلى الكتابة إلى التايمز. وكانت النتيجة مراسلات استمرت شهراً على صفحات التايمز ما بين أنصار ومعارضي فلسفة اللغة العادية انتهت بافتتاحية للتايمز عن الموضوع التي انتقدت الطرفين لكن انتصرت لمعارضي الفلسفة.

وفي كذا، نال وسام الاستحقاق وحاز في العام التالي على جائزة نوبل للأدب. وحين منح وسام الاستحقاق، كان الملك جورج السادس ودوداً ولكن محرجاً قليلاً لتكريم سجين سابق قائلاً، «تصرفت أحياناً على نحو لن يليق إذا تبنه العموم.» ابتسم راسل وادعى لاحقاُ أن الرد «تماماً، مثلي مثل أخيك» حضر إلى ذهنه.

تطلق راسل عام 1952 من سبنس التي كان تعيساً معها. ولم ير كونراد، ابن راسل من سبنس، أباه منذ طلاقه حتى 1968 وأدى قرار الابن رؤية أبيه إلى قطيعة تامة مع أمه.

بعد طلاقه سرعان ما تزوج راسل رابع زوجاته إديت فينش بتاريخ 15 ديسمبر 1952. عرفا بعضهما منذ عام 1925 حين كانت إديث تدرس الإنجليزية في براين ماور كولج قرب فيلادلفيا في بنسلفانيا وسكنت عشرين سنة مع صديقة راسل المقربة لوسي دونولي. ظلت إديث معه حتى وفاته، وحسب كل الروايات، كان زواجهما سعيداً وثيقاً ملؤه المحبة. عانى جون ابن راسل البكر من أمراض عقلية خطيرة الأمر الذي كان مصدر خلافات دائم بينه وبين طليقته دورا. كانت زوجة جون سوزان أيضاً مختلة عقلياً وأخيراً أصبح راسل وإديث الأوصياء على بناتهم الثلاثة (اثنتان كانت مصابتان بشيزوفرينيا).

لعب راسل عام 1962 دوراً في أزمة الصورايخ الكوبية حيث أكد له قائد الاتحاد السوفيتي نيكيتا خروتشوف عدم تهور الاتحاد في سلسلة من البرقيات.

وجه راسل رسالة إلى الرئيس كينيدي الذي أعاد برقيته دون أن يفتحها.

### قضاياه السياسية
قضى خمسينيات وستينيات القرن العشرين في خدمة قضايا سياسية متنوعة وتحديداً نزع الأسلحة النووية ومعارضة الحرب في فيتنام (انظر محاكمة راسل لجرائم الحرب). وكان بيان راسل-أينشتاين عام 1955 وثيقة تدعو إلى نزع الأسلحة النووية وتحمل توقيع 11 من أبرز علماء الذرة والمفكرين. ووجه راسل العديد من الخطابات إلى زعماء العالم خلال هذه الفترة. وكان راسل على اتصال مع ليونل روجسن حين كان الأخير يصور المعادي للحرب أوقات جيدة، أوقات عظيمة خلال الستينيات. وأصبح راسل بطلاً في نظر العديد من شباب اليسار الجديد. أصبح راسل أول من تلقى جائزة القدس عام 1963 وهي جائزة تمنح للكتاب المعنيين بحرية الفرد في المجتمع. مزق راسل بطاقة عضويته في حزب العمال في أكتوبر 1965 خشية قيام الحزب بارسال الجيش إلى فيتنام دعماً للولايات المتحدة.

### آراء راسل حول قيام دولة إسرائيل
في مقالة بعنوان «عن إسرائيل والقصف» كُتبت عام 1970، قال راسل:

".. مأساة شعب فلسطين هي إعطاء بلادهم بقوة خارجية لشعب آخر من أجل بناء دولة جديدة. إلى أي حد سيتحمل العالم عازماً رؤية هذه المشهد من القسوة الوحشية؟ إنه واضحٌ بما فيه الكفاية أن اللاجئين لهم كل الحق في أرض وطنهم من حيث تم استياقهم، وإنكار هذا الحق هو جوهر الصراع الدائم. لا يوجد شعب في العالم في أي مكان يمكن أن يتقبل طرد الناس بكميات من بلادهم؛ وكيف يستطيع أي شخص أن يجعل الفلسطينين أن يقبلوا بعقابٍ لايتسامح فيه أي شخص؟ إن التوصل لتسوية دائمة عادلة للاجئين في وطنهم عنصر أساسي لأي تسوية حقيقية في الشرق الأوسط. قيل لنا مراراً وتكراراً "أنه يجب التعاطف مع إسرائيل وذلك بسبب معاناة اليهود في أوروبا على أيادي النازيين." ماتفعله إسرائيل اليوم لا يمكن التغاضي عنه، ولإثارة أهوال الماضي لتبرير أهوال الحاضر فهو نفاق عظيم. وليس فقط تحكم إسرائيل على عدداً كبيرا من اللاجئيين بالبؤس، وليس فقط العديد من العرب تحت ظل الاحتلال يحكم عليهم بالحكم العسكري؛ ولكن تدين إسرائيل الأمم العربية التي خرجت حديثاً من الحكم الاستعماري لتفقرهم عن طريق المتطلبات العسكرية عوضاً عن التنمية الوطنية.

كل من يريد أن يرى نهاية سفك الدماء في الشرق الأوسط يجب أن يؤكد أن أي تسوية لاتحتوي على بذور صراع مستقبلي. تتطلب العدالة خطوة أولى تجاه تسوية وبالتأكيد هي تكون بالتراجع الإسرائيلي من كل الأراضي المحتلة في يونيو عام 1967، حملة عالم جديد مطلوبة لتساعد في جلب العدالة للمعانين منذ فترة طويلة في الشرق الأوسط."

### سنوات راسل الأخيرة ووفاته
نشر راسل سيرته الذاتية في ثلاثة مجلدات في 1967 و1968 و1969. كتب في 23 نوفمبر 1968 إلى التايمز قائلاً أن التحضير من أجل المحاكم الصورية في تشيكوسلوفاكيا كان مقلقاً للغاية. في الشهر نفسه ناشد راسل الأمين العام للأمم المتحدة لدعم لجنة جرائم حرب دولية للتحقيق في جرائم الولايات المتحدة المزعومة في جنوب فيتنام. في الشهر التالي، احتج للأكسي كوسجين على طرد ألكسندر سلوزنستن من اتحاد الكتاب.
في 31 يناير 1970، أصدر راسل بياناً يدين العدوان الإسرائيلي في الشرق الأوسط داعياً إلى انسحاب إسرائيل من الأراضي المحتلة عام 1967. وكان هذا البيان أخر موقف سياسي لراسل. وكان قد قرأ في المؤتمر الدولي للبرلمانيين في القاهرة يوم 3 فبراير 1970 بعد يوم من وفاته.
توفي راسل إثر إنفلونزا حادة في 2 فبراير 1970 في منزله في بلاس بينرهن في بنهرنديدرث في ميريتنشاري في ويلز. أحرقت رفاته في كلوين باي في 5 فبراير 1970. وحسب وصيته، لم تقم احتفالية دينية ونثر رماده على الجبال الويلزية لاحقاً ذاك العام.
في عام 1980، أقيم نصب تذكاري لراسل بتكليف من لجنة ضمت أي. جي. أير. ويتألف النصب من تمثال نصفي لراسل في ميدان ريد ليون في لندن نحته مارسل كوينتن.

## الألقاب والأوسمة التي حملها
خلال حياته حمل راسل الألقاب التالية:
- من الولادة وحتى 1908 : الأونرابل برتراند آرثر وليام رسل
- من 1908 حتى 1931 : الأونرابل برتراند آرثر وليام راسل، FRS
- من 1931 حتى 1949 : الأونرابل رايت إيرل راسل، FRS
- من 1949 حتى وفاته: الأونرابل رايت إيرل راسل، OM، FRS

## آراؤه

### آراؤه حول الفلسفة
ينسب الفضل عموماً إلى راسل كأحد مؤسسي الفلسفة التحليلية. كان راسل من أشد المعجبين بغوتفريد لايبنتز (1646-1716) وكتب في كل مجال فلسفي رئيسي فيما عدا علم الجمال. امتاز راسل بغزارة الإنتاج وخاصة في مجالات الميتافيزيقيا والمنطق وفلسفة الرياضيات وفلسفة اللغة والقيم ونظرية المعرفة. وعند سؤال براند بلانشارج راسل عن سبب عدم كتابته عن علم الجمال أجاب الأخير أنه لا يعلم الكثير عنه «دون أن يكون ذلك عذراً جيداً إلا أن أصدقائي يقولون أن هذا لم يمنعن من الكتابة في مواضيع أخرى.»

### آراؤه حول الجنس
في الحقيقة، إن ما دعى وناضل لأجله راسل في يوم من الأيام، أصبح في يومنا هذا من البديهيات، كالحاجة لتوفير تثقيف جنسي حقيقي مثلًا، وأيضًا كالفكرة القائلة بأنه «من السخيف جدًا أن نطلب من الناس أن يدخلوا في علاقة أبدية من دون أدنى معرفة بمدى توافقهم الجنسي مع شركائهم.» ومما لا يخفى على أحد أن راسل قد حظي بالعديد من العشاق، ورغم ذلك، لم يكن ساعيًا وراء اللذة فقط أو ممن يعتنقون المذهب النفعي فيها. لقد اعتقد أن الأشخاص المتحضرين لا يتمكنون من الوصول لإشباع جنسي كامل دون حب.

### آراؤه حول الدين
يصف راسل نفسه بأنه لا أدري «حين يتحدث إلى جمهور فلسفي بحت»، ولكنه ملحد «حين يتكلم إلى الرجل العادي في الشارع»، يرى راسل أنه لا يستطيع دحض الإله المسيحي - على غرار الطريقة التي لا يستطيع بها دحض الآلهة الأولمبية. بالنسبة لمعظم حياته البالغة، حافظ راسل على وجهة نظره أن الدين هو أكثر قليلا من الخرافات، وعلى الرغم من أي آثار إيجابية قد يقدمها الدين، هو ضار إلى حد كبير على الناس. وأعرب عن اعتقاده بأن الدين والنظرة الدينية تعملان على إعاقة المعرفة وتعزيز الخوف والاعتمادية، وهي مسؤولة عن الكثير من حروب العالم والقمع والبؤس. وكان عضوا في المجلس الاستشاري للجمعية الإنسانية البريطانية ورئيس انسانيين كاردييف حتى وفاته.

### آراؤه حول المجتمع
استنفذ نشاطه السياسي والاجتماعي جل وقته خلال شطر كبير من حياته مما جعل كتاباته الرائدة في مجال واسع من المسائل الفنية وغير الفنية أكثر جدارة بالانتباه. حافظ راسل على نشاطه السياسي حتى أخر عمره تقريباً حيث كان يكتب إلى قادة العالم ويوبخهم ويضم اسمه لنصرة قضايا مختلفة. ومن مأثور ما قاله «لا يستطيع أحد الجلوس إلى جانب سرير طفل يحتضر ويحتفظ بإيمانه بالله.»
«مشكلة العالم أن الأغبياء والمتشددين واثقون بأنفسهم أشد الثقة دائما، أما الحكماء فتملأهم الشكوك.»

## أعماله المختارة